# عضل الرحم
عضل الرحم هي الطبقة الوسطى من جدار الرحم، التي تتألف من خلايا العضلات الملساء للرحم (وتسمى أيضا خلية عضلية رحمية)، وهي ذات خاصية دعامية سدوية وأنسجة وعائية. وظيفتها الرئيسية هي تحفيز تقلصات الرحم.

## تركيب عياني
يقع عضل الرحم بين بطانة الرحم (الطبقة الداخلية من جدار الرحم)، والمصلية (طبقة الرحم الخارجية). ويمتلك عضل الرحم 3 طبقات: الخارجي مصنوع من العضلات الملساء الطولية ويتنقل عبر وسط من الألياف والألياف العضلية الدائرية الداخلية، ألياف الأوسط المتقاطعة بمثابة رابط حي خلال ارتداد الرحم ومنع فقدان الدم. الثلث الداخلي لعضل الرحم (تسمى طبقة موصلي أو دون بطانة الرحم) ويبدو أنها مستمدة من قناة مولر، في حين أن الخارجي، الأكثر الغالب، طبقة عضل الرحم فإنها تنشأ من أنسجة غير مولر، وهو النسيج المقلص الرئيسي أثناء الولادة والإجهاض. أيضا، الطبقة الموصلية تبدو أنها تعمل كطبقة العضلات الدائرية، قادرة على التمعج والتمعج المعاكس، متطابقة للطبقة الوسطى للأمعاء.

## الهيكل العضلي الجزيئي
العضلات الملساء لعضل الرحم هي في الأساس مماثلة جدا في التركيب الجزيئي للعضلات الملساء في مواقع أخرى من الجسم، مع الميوسين والأكتين وهما البروتين السائد فيها. في العضلات الملساء في الرحم، وهناك ما يقرب من 6 أضعاف من الأكتين أكثر من الميوسين. وقد افترض تحولا في التعبير للميوسين من العضلات الملساء للرحم، للاستفادة من التغيرات في اتجاهات تقلصات الرحم والتي ينظر إليها خلال الدورة الشهرية.

## أنماط مقلص
عضلات الرحم الملساء لديها نمط طوري، وثبات نغمة استراحة مع كلا من المنفصلة، تقلصات متقطعة متفاوتة في التردد والسعة والوقت. وأيضا كما لوحظ في التركيب العيني لعضلات الرحم الملساء، الطبقة الموصلية تبدو أنها قادره علي كل من نشاط التمعج والتمعج المعاكس.

### حالة الراحة
وقد سجلت إمكانات الغشاء المستريح المحتملة ( Vrest ) من الرحم للعضلات الملساء ل أقسم بين -35 و -80 mV. كما هو الحال مع إمكانات غشاء المستريح من أنواع الخلايا الأخرى، ويحتفظ أساسا من قبل على مضخة + Na/K+التي تسبب التركيز العالي لل Na + الأيونات في الفضاء خارج الخلية مما كانت عليه في الفضاء داخل الخلايا، والتركيز العالي للأيونات K + في الفضاء داخل الخلايا مما كانت عليه في الفضاء خارج الخلية .بالتتابع، بعد أن K + قنوات مفتوحة إلى درجة أعلى من Na + قنوات، تؤدي النتائج الي هروب الإجمالي لل أيونات موجبة، مما أدى إلى السلبية المحتملة. هذه الإمكانية المستريح يخضع للتذبذبات الإيقاعية، التي تسمي موجات بطيئة، وتعكس نشاط لا يتجزأ من إمكانات موجة بطيئة. سبب هذه الموجات البطيئة، بالتغيرات التي تطرأ على توزيع CA2 + ، Na + ،K + وأيونات الكلوريد بين داخل ومساحات خارج الخلية، والتي، بدورها، يعكس نفاذية غشاء البلازما إلى كل من تلك الأيونات. K + أيون هو مثل الرئيسية المسؤولة عن التغيرات في تدفق الأيونات، مما يعكس التغيرات في مختلف K + القنوات.

### تقلص الإثارة
اقتران الإثارة، تقلص العضلات الملساء الرحم هو الأساس أيضا مشابهة جدا للعضلة الملساء بشكل عام، مع زيادة في الكالسيوم داخل الخلايا ( CA2 +) مما يؤدي إلى الانكماش. بالرغم من ذلك، عوامل تحفيز الرحم للعضلات الملساء، يختلف عن أنواع أخرى من العضلات الملساء ، والاستفادة لتنسيق منفصل من العضلات الملساء الرحم .

### استعادة لحالة الراحة
إزالة CA2 + يساعد على الإسترخاء بعد تقلص العضلات الملساء، ويعيد التركيب الجزيئي لل شبكية الهيولى العضلية للاستفادة من الحوافز للمقلص المقبل .

## الوظيفة
يمتد عضل الرحم ( خلايا العضلات الملساء في التوسيع سواء من حيث الحجم والعدد ) خلال فترة الحمل إلى السماح ل إيواء الحمل، والانقباض بطريقة منسقة، عبر مردود إيجابي على «فيرغسون لا ارادي» خلال عملية الولادة .بعد الولادة، يعمل انقباض عضل الرحم على طرد المشيمة و تقليل فقدان الدم. حيث أن الطبقة الوسطى من الألياف يتنقل عبر ضغط الأوعية الدموية. وهكذا فائدة إيجابية ل الرضاعة الطبيعية المبكرة هي التحفيز الطبيعي لهذا المنعكس للحد من فقدان الدم وتسهيل عودة سريعة إلى الرحم عند الحمل، والعضلات في منطقة البطن.

## علم الأمراض
عدم وجود انقباضات في هذه المرحلة يسمي ونى الرحم . بعد الحمل إرجاع الرحم إلى حجمه في غير الحوامل من خلال عملية ارتداد عضلات الرحم.الأورام من عضل الرحم شائعة جدا، الأورام الليفية في الرحم تدعي leiomyomata .النسخة الخبيثة، ساركومة عضلية ملساء، أمر نادر الحدوث.

## صُور إضافية

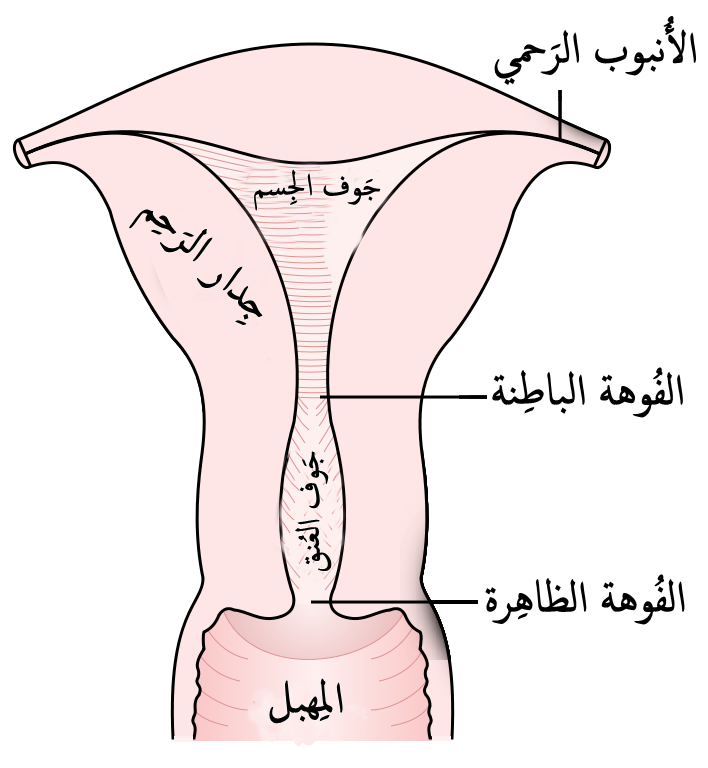
الجُزء الخلفي من الرَحم والجُزء العلوي من المِهبل
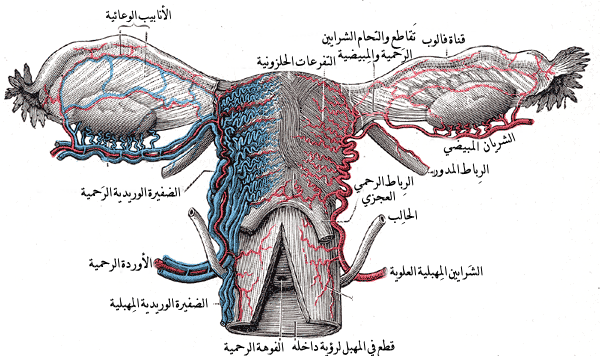
أَوعية الرَحم ومحلقاته
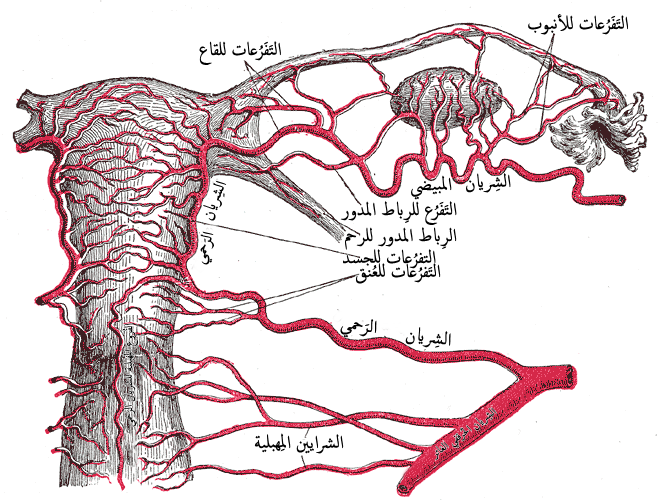